# Grey County
Grey County ist ein County im Südwesten der kanadischen Provinz Ontario. Der County Seat ist Owen Sound. Die Einwohnerzahl beträgt 93.830 (Stand: 2016), die Fläche 4.513,50 km², was einer Bevölkerungsdichte von 20,8 Einwohnern je km² entspricht. Benannt ist das County nach dem 2. Earl Grey. Es liegt am Südende der Georgian Bay des Huronsees.
Mit dem Craigleith Provincial Park liegt einer der aktuellen Provincial Parks in Ontario im Bezirk. Im Norden des Bezirks liegt an der Küste ein großes Übungsgelände der kanadischen Armee, das „4th Canadian Division Training Centre Meaford“ (ehemals „Land Force Central Area Training Centre Meaford“).
|              | Georgian Bay                                |                 |
| Bruce County | Kompassrose, die auf Nachbargemeinden zeigt | Simcoe County   |
|              | Wellington County                           | Dufferin County |

## Administrative Gliederung

### Städte und Gemeinden
| Ort                | Status       | Bevölkerung (2016) |
| ------------------ | ------------ | ------------------ |
| Chatsworth         | Township     | 6.630              |
| Georgian Bluffs    | Township     | 10.479             |
| Grey Highlands     | Municipality | 9.804              |
| Hanover            | Town         | 7.688              |
| Meaford            | Municipality | 10.991             |
| Owen Sound         | City         | 21.341             |
| Southgate          | Township     | 7.354              |
| The Blue Mountains | Town         | 7.025              |
| West Grey          | Municipality | 12.518             |

### Gemeindefreie Gebiete
Im Bezirk finden sich keine gemeindefreien Gebiete.

### Indianerreservationen
Im Bezirk finden sich keinen Indianerreservationen.